# Andrés Vílchez
Andrés Martín Vílchez Sotomayor (Lima, 25 de mayo de 1991) es un actor peruano, conocido por haber protagonizado y antagonizado en telenovelas y películas en su país, contando con una trayectoria artística.

## Biografía

### Primeros años
Nacido en la ciudad de Lima, el 25 de mayo de 1991, es proveniente de una familia de clase media alta. 
Recibió clases de actuación en los talleres de la productora Del Barrio, además de participar recurrentemente en diferentes spots publicitarios.

### Trayectoria
En 2012 Vílchez debuta en la actuación participando como invitado de la miniserie Mi amor, el wachimán en el papel recurrente de Joaquín.
Tras haber interpretado cortos papeles en series de televisión,en 2013 ingresa al casting del fenecido reality show Combate para luego, sumarse al elenco en el rol de participante del espacio en vivo. 
Tras retirarse de Combate, fue contratado por la televisora América Televisión para incluirse en un nuevo proyecto que estaba por estrenarse. Tiempo después, fue elegido para asumir el rol protagónico de una miniserie bajo el nombre de Ciro: el ángel del Colca, donde interpretaría al estudiante universitario fallecido en 2011, Ciro Castillo Rojo García-Caballero.
Gracias a la popularidad de su personaje, fue invitado a diversos programas de la dicha televisora, especialmente, siendo participante de Amigos y rivales EEG del reality show Esto es guerra, en dupla con la modelo Melissa Loza sin éxito. 
Años después, fue convocado por la productora ProTV para incorporarse a la telenovela Ven, baila, quinceañera en el papel estelar de Marco Vílchez, quien sería el hijo de María Elena Moscoso (interpretado por la actriz Patricia Portocarrero) y hermano de la protagonista Viviana Vílchez (interpretado por la cantante Mayra Goñi). Gracias a la popularidad de la trama, se renovó con una segunda y tercera temporada en los años 2017 y 2018 respectivamente. Además, trabajó en el oficio de chambelán en los quinceañeros sin dejar su carrera de actor.
En el 2018, saltó a la fama internacional obteniendo el rol de antagonista principal en la telenovela ecuatoriana Sharon la Hechicera de la cadena Ecuavisa, al interpretar a Aníbal Andrade. En este trama, compartió junto a otros actores como Samantha Grey y María Fernanda Ríos, además de participar en la segunda temporada del 2019 con el mismo rol, siendo nombrada como Sharon 2: El desenlace.
Tras terminar su participación en Sharon la Hechicera, en 2019 Vílchez regresó al Perú, para ser luego incluido por la productora Michelle Alexander en la miniserie En la piel de Alicia, volviendo a trabajar en el rol antagónico como Héctor Hipólito.
Además, fue anunciado durante la preventa de la productora Del Barrio como protagonista de la miniserie Los guapos del barrio junto a Ítalo Maldonado, Juan Carlos Rey de Castro y André Silva. Sin embargo debido a la pandemia de COVID-19, fue postergado sin fecha de estreno.
En 2022, se suma a la telenovela cómica Maricucha, en el papel de Renato Montero y obtuvo el rol protagónico junto a la actriz Patricia Barreto, que tras el éxito de la serie, se renovó con una segunda y última temporada que se estrenó en noviembre de ese año.
Tras terminar su etapa en América Televisión, Vílchez concursa en el programa televisivo El gran chef famosos en el año 2023 con éxito.Al año siguiente, fue anunciado para coprotagonizar la telenovela Los otros Concha bajo el papel de Walter Soto, el hijo de los protagonistas Emilio Concha y Estela Soto.

## Filmografía

### Televisión
Programas de televisión
| Año  | Título                           | Rol                                        | Notas                                                     |
| ---- | -------------------------------- | ------------------------------------------ | --------------------------------------------------------- |
| 2013 | Combate                          | Él mismo                                   | Competidor (Tercera temporada)                            |
| 2013 | Esto es guerra                   | Él mismo                                   | Participante (Eliminado) (Segmento: Amigos y rivales EEG) |
| 2015 | El reventonazo de la chola       | Él mismo                                   | Invitado especial                                         |
| 2015 | Al aire                          | Marco Martín Vílchez Moscoso (Él mismo)    | Invitado especial                                         |
| 2016 | El reventonazo de la chola       | Él mismo                                   | Invitado especial                                         |
| 2017 | En boca de todos                 | Él mismo                                   | Invitado especial                                         |
| 2017 | El reventonazo de la chola       | Él mismo                                   | Invitado especial                                         |
| 2019 | Estás en todas                   | Él mismo                                   | Entrevistado (Secuencia: Chocahuarique)                   |
| 2021 | En boca de todos                 | Él mismo                                   | Invitado especial                                         |
| 2021 | Mi mamá cocina mejor que la tuya | Él mismo                                   | Invitado especial (Junto a su madre Pierina Sotomayor)    |
| 2022 | El reventonazo de la chola       | Renato William Montero Corbacho (Él mismo) | Invitado especial                                         |
| 2023 | El gran chef famosos             | Él mismo                                   | Participante                                              |

Series de televisión
| Año           | Título                                  | Rol                                                       | Notas                    |
| ------------- | --------------------------------------- | --------------------------------------------------------- | ------------------------ |
| 2012          | Mi amor, el wachimán                    | Joaquín                                                   | Rol de invitado especial |
| 2013          | Confesiones: Historias de la vida misma |                                                           | Varios roles             |
| 2013          | Avenida Perú                            |                                                           | Rol secundario           |
| 2013          | Ciro: el ángel del Colca                | Ciro Castillo Rojo García-Caballero                       | Rol protagónico          |
| 2015          | Ven, baila, quinceañera                 | Marco Martín Vílchez Moscoso                              | Rol principal            |
| 2016          | VBQ: Todo por la fama                   | Marco Martín Vílchez Moscoso                              | Rol principal            |
| 2017          | VBQ: Empezando a vivir                  | Marco Martín Vílchez Moscoso                              | Rol principal            |
| 2018          | Sharon la Hechicera                     | Aníbal Andrade                                            | Rol antagónico principal |
| 2019          | Sharon 2: El desenlace                  | Aníbal Andrade                                            | Rol antagónico principal |
| 2019          | Los guapos del barrio                   | Chacho                                                    | Rol protagónico (Piloto) |
| 2019          | En la piel de Alicia                    | Héctor Hipólito Pacheco                                   | Rol antagónico principal |
| 2020          | Mi vida sin ti                          | Daniel Vargas Bredeston                                   | Rol principal            |
| 2021          | Luz de luna                             | Ladrón                                                    | Rol recurrente           |
| 2022          | Maricucha                               | Renato William Montero Corbacho                           | Rol protagónico          |
| 2023          | Maricucha 2                             | Renato William Montero Corbacho                           | Rol protagónico          |
| 2024–en pausa | Los otros Concha                        | Walter Enrique Concha Vargas / Walter Enrique Soto Vargas | Rol antagónico           |

### Cine
| Año  | Título                  | Rol      | Notas                    |
| ---- | ----------------------- | -------- | ------------------------ |
| 2019 | A tu lado               | Edú      | Rol protagónico          |
| 2018 | No me digas solterona   | Vasco    | Rol principal            |
| 2021 | Sugar en aprietos       | Álvaro   | Rol antagónico principal |
| 2022 | ¿Quién dijo Detox?      | Salvador | Rol principal            |
| 2022 | No me digas solterona 2 | Vasco    | Rol principal            |